# Amphiglossus igneocaudatus
Amphiglossus igneocaudatus är en ödleart som beskrevs av Grandidier 1867. Amphiglossus igneocaudatus ingår i släktet Amphiglossus och familjen skinkar.
Artens utbredningsområde är Madagaskar. Inga underarter finns listade i Catalogue of Life.